# Émile Lejeune (peintre)
Pour les articles homonymes, voir Émile Lejeune et Lejeune.
Émile Lejeune est un peintre suisse né en 1885 à Genève et mort en 1964 à Nice.

## Biographie
D'origine genevoise, Lejeune vit à Paris, où il est intime de Soutine, Modigliani, Picasso et Matisse.   
Dans son atelier du 6, rue Huyghens (dans le quartier Montparnasse), se déroulent entre 1916 et 1919 de nombreuses manifestations artistiques : des concerts, notamment d'Erik Satie et des musiciens du groupe des Six, des expositions et des lectures de poèmes, en particulier d'Apollinaire et de Cocteau, autant de performances placées sous l'égide de la société « Lyre & Palette »,, faisant de l'endroit un haut lieu de la bohème artistique de l'époque,.  
En 1922, Émile Lejeune s'installe avec sa famille à Cagnes. Il vit ensuite à Nice, où il meurt en 1964.  